# غنام (روستا)
 غنام  به عربی ( غَّنَام )، روستایی است در دهستان وراق از توابع استان اِب در کشور یمن در شبه جزیره عربستان.

## جمعیت
جمعیت آن ( ۵۰) نفر (۶ خانوار) می‌باشد.